# (6098) Mutojunkyu
(6098) Mutojunkyu es un asteroide perteneciente al cinturón de asteroides, región del sistema solar que se encuentra entre las órbitas de Marte y Júpiter, descubierto el 31 de octubre de 1991 por Masanori Matsuyama y el también astrónomo Kazuro Watanabe desde el Kushiro Marsh Observatory, Hokkaido, Japón.

## Designación y nombre
Designado provisionalmente como 1991 UW3. Fue nombrado Mutojunkyu en homenaje a Junkyū Mutō, escultor y pintor japonés que vive en Roma. Su serie de esculturas Kazenowa ("viento circular") es particularmente conocida, y en 2000 una de ellas fue instalada permanentemente en la villa papal en Castel Gandolfo como su primera escultura abstracta como monumento a la paz mundial.

## Características orbitales
Mutojunkyu está situado a una distancia media del Sol de 2,225 ua, pudiendo alejarse hasta 2,750 ua y acercarse hasta 1,700 ua. Su excentricidad es 0,235 y la inclinación orbital 4,967 grados. Emplea 1212,67 días en completar una órbita alrededor del Sol.

## Características físicas
La magnitud absoluta de Mutojunkyu es 14,1. Tiene 3,683 km de diámetro y su albedo se estima en 0,359. 